# Norbert René Adam
Norbert René Adam (né le 26 août 1755 à Versailles et décédé le 22 mars 1814 à Dampierre-le-Château) est un religieux trappiste et homme de lettres français.

## Biographie

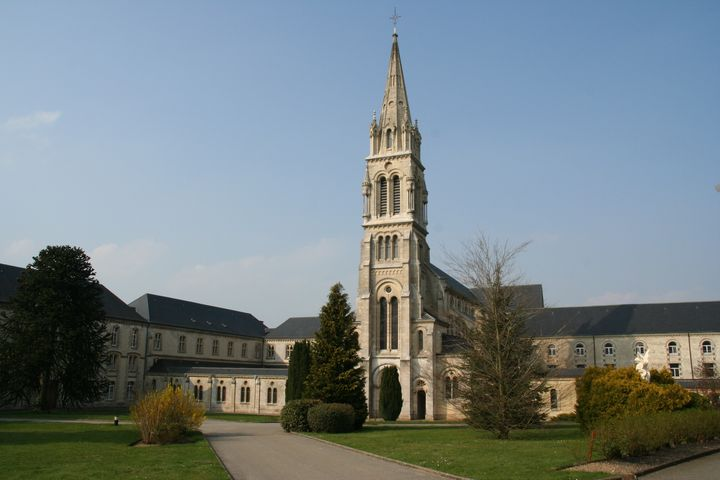
Abbaye de la Trappe, où Frère Norbert passa plus de dix ans.

Issu d'une vieille famille champenoise originaire de Chalons par son père et bretonne par sa mère, Norbert René Adam est le fils de Joseph Pierre Adam, Seigneur de Sommerécourt et de Tirois (1709-1767) et de Anne de La Motte, fille de Cyprien Lambert de la Motte du Portail, seigneur du Pont-Muzard.
Il est un cousin germain du théologien jésuite Joseph Adam. Baptisé dans l'église Saint-Louis de Versailles en 1755, il a pour parrain René-Norbert Leret d'Aubigny, grand-père d'Alphonse Leret d'Aubigny, député de la Sarthe. Étudiant, entré au service du roi en tant que Mousquetaire de la Garde, il n'y restera que quelques années avant de retourner dans son fief de Sommerécourt.
En 1780, René Adam entre au monastère Notre-Dame de la Trappe, situé à Soligny-la-Trappe « pour des motifs humains », cependant, religieux de chœur, il ne fut jamais ordonné prêtre. Dans son livre de raison Le Magazin spirituel dans lequel il prendra soin de rédiger ses mémoires, il se décrit comme ayant vécu dans la terre des Saints tel un « religieux dissipé, infidèle et tiède[réf. nécessaire]. » Cependant, René Adam appelé désormais frère Norbert devait vivre plus de dix ans au monastère. Ce long séjour, s'il n'est pas une preuve absolue de vocation monastique est au moins l'indice qu' Adam put s'adapter au genre de vie d'une abbaye aux observances austères.
En effet, l'abbaye réformée au XVIIe siècle par l'abbé Armand-Jean de Rancé était célèbre pour sa stricte observance de la Règle de saint Benoît.

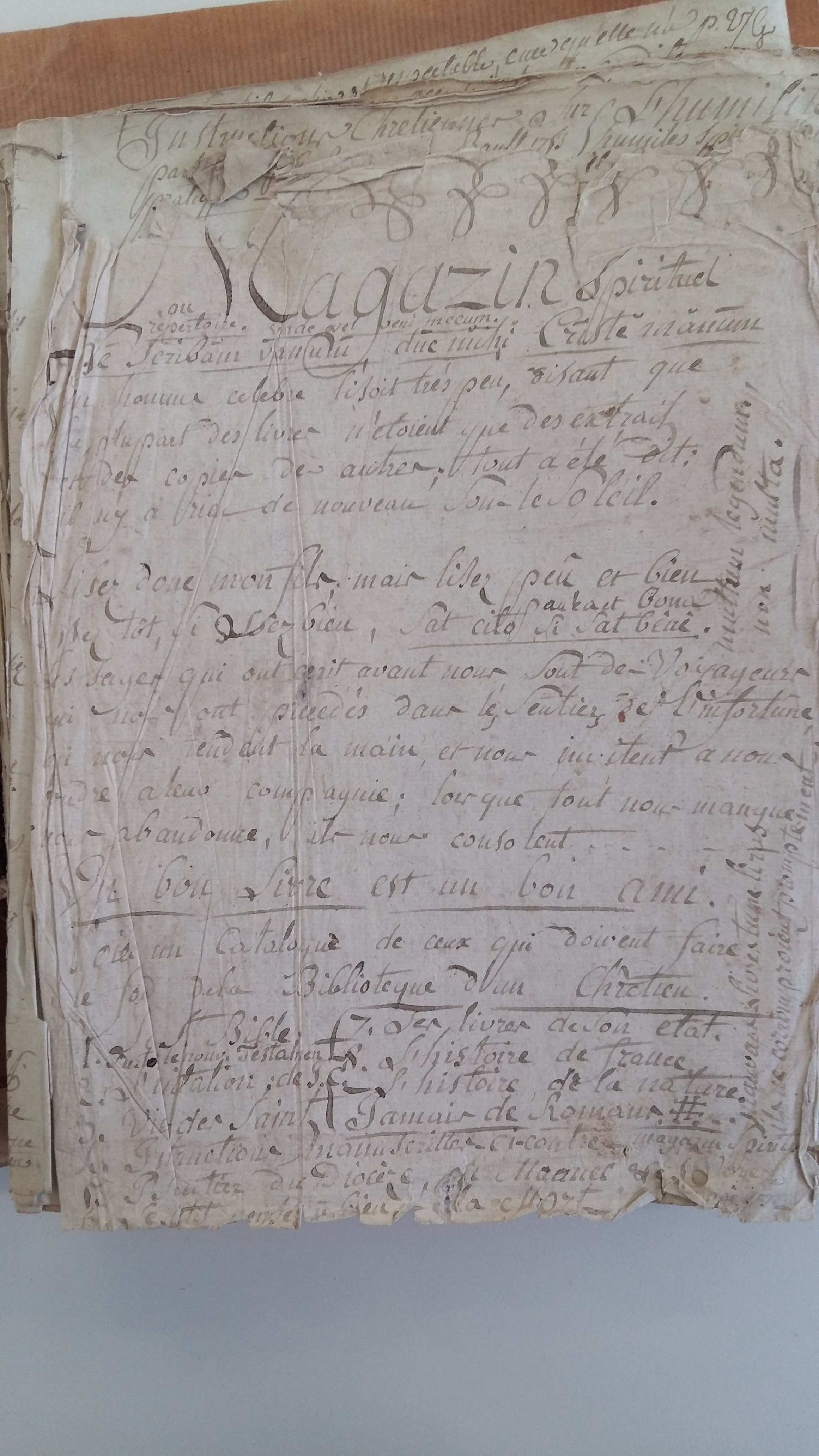
Manuscrit original du Magazin Spirituel.

Pendant la Révolution française, le père Augustin de Lestrange comprend vite la menace et obtient au printemps 1791 la permission de ses supérieurs d'émigrer avec 24 de ses compagnons en Suisse, dans l'ancienne chartreuse de la Valsainte, dans le canton de Fribourg. Frère Norbert restera jusqu'en juin 1792, date à laquelle les religieux demeurés à la Trappe furent expulsés par les commissaires du district de Mortagne. Il obtient l'obédience de retourner chez lui de la part de Bernard Le Bouyer Saint-Gervais, Maire de Mortagne. Après avoir conservé quelque temps son habit de trappiste, il redevient laïc et épouse sa filleule civilement en 1795. Cependant sa condition d'ancien moine ne lui permettra de l'épouser religieusement qu'en 1803 à la suite de l'intervention du cardinal Giovanni Battista Caprara.
Ils eurent ensemble 7 enfants, dont certains des prénoms donnés témoignent de son attachement à l'Ordre de Saint-Benoît : Marie-Scolastique, Jean-Baptiste Dosithée, et Claude-Placide. Il a noté dans son Magazin spirituel ses réflexions sur les événements politiques, sociaux, religieux de son temps. Ce document donne des renseignements très précieux sur la mentalité d'un religieux défroqué, sur ses lectures, sur ses sentiments, sur l'attitude de la population d'un petit village à son égard. Il a fait l'objet d'une étude approfondie par Serge Bonnet, prêtre dominicain et sociologue français,.
Pauvre à la fin de sa vie, il décède en 1814 âgé de 58 ans.

## Œuvres
- Le magazin spirituel, Reims, 1814